# Торфяное (Тверская область)
Торфяное — деревня в Удомельском городском округе Тверской области.

## География
Деревня находится в северной части Тверской области на расстоянии приблизительно 8 км на запад-северо-запад по прямой от железнодорожного вокзала города Удомля недалеко от железнодорожной остановочной платформы Паньшино.

## История
В 1917 году правление Московско-Виндавско-Рыбинской железной дороги решило организовать здесь добычу торфа для паровозов, поскольку рядом находилось торфяное Охларевское болото площадью 950 га. В 1927 году на базе торфяного завода организуется артель «10 лет Октября», в 1969 году торфопредприятие было закрыто. Количество дворов было 89 (1958), 30 (1986), 19 (2000). До 2015 года входила в состав Копачёвского сельского поселения до упразднения последнего. С 2015 года в составе Удомельского городского округа.

## Население
Численность населения: 327(1958), 48(1986), 21 (русские 100 %) в 2002 году, 21 в 2010.